# Steven Kruijswijk
Steven Kruijswijk (ur. 7 czerwca 1987 w Nuenen) – holenderski kolarz szosowy.

## Najważniejsze osiągnięcia
2007
- 1. miejsce na prologu Tour d'Alsace

2009
- 1. miejsce w mistrzostwach Holandii (do lat 23, start wspólny)

2011
- 8. miejsce w Giro d’Italia
- 3. miejsce w Tour de Suisse
  - 1. miejsce na 6. etapie

2012
- 8. miejsce w Tour de Suisse

2014
- 1. miejsce w Arctic Race of Norway

2015
- 7. miejsce w Giro d’Italia

2016
- 4. miejsce w Giro d’Italia

2017
- 3. miejsce w Tour de Suisse

2018
- 6. miejsce w Tour de Suisse
- 5. miejsce w Tour de France
- 4. miejsce w Vuelta a España

2019
- 3. miejsce w Vuelta a Andalucía
- 5. miejsce w Volta Ciclista a Catalunya
- 6. miejsce w Tour de Romandie
- 3. miejsce w Tour de France

2020
- 4. miejsce w Tour de l’Ain

## Starty w Wielkich Tourach
| Grand Tour | 2010 | 2011 | 2012 | 2013 | 2014 | 2015 | 2016 | 2017 | 2018 | 2019 | 2020 | 2021 | 2022 |
| ---------- | ---- | ---- | ---- | ---- | ---- | ---- | ---- | ---- | ---- | ---- | ---- | ---- | ---- |
| Giro       | 18.  | 8.   | -    | 26.  | DNF  | 7.   | 4.   | DNF  | -    | -    | DNF  | -    | -    |
| Tour       | -    | -    | 33.  | -    | 15.  | 21.  | -    | -    | 5.   | 3.   | -    | DNF  | DNF  |
| Vuelta     | -    | 41.  | -    | -    | -    | -    | DNF  | 9.   | 4.   | DNF  | -    | 12.  | -    |

## Rankingi
| Rok                | 2009 | 2010 | 2011 | 2012 | 2013 | 2014 | 2015 | 2016 | 2017 | 2018 | 2019 | 2020 | 2021 | 2022 | 2023  | 2024 |
| ------------------ | ---- | ---- | ---- | ---- | ---- | ---- | ---- | ---- | ---- | ---- | ---- | ---- | ---- | ---- | ----- | ---- |
| UCI World Calendar | -    | 164. |      |      |      |      |      |      |      |      |      |      |      |      |       |      |
| UCI World Tour     |      |      | 33.  | 122. | -    | 117. | 55.  | 40.  | 64.  | 20.  |      |      |      |      |       |      |
| World Ranking      |      |      |      |      |      |      |      | 75.  | 78.  | 28.  | 43.  | 591. | 256. | 350. | 2043. | 911. |
| UCI Europe Tour    | 205. |      |      |      |      |      |      | 683. | 500. | 645. | 33.  | 481. | 218. | 280. | -     | -    |
| UCI America Tour   | -    |      |      |      |      |      |      | 355. | -    | -    |      |      |      |      |       |      |
|                    |      |      |      |      |      |      |      |      |      |      |      |      |      |      |       |      |
| Źródło: UCI        |      |      |      |      |      |      |      |      |      |      |      |      |      |      |       |      |